# Tom Clancy's Splinter Cell: Essentials
Tom Clancy's Splinter Cell Essentials é um jogo de ação furtiva desenvolvido pela Ubisoft Montreal e lançado exclusivamente para o console PlayStation Portable (PSP) em 21 de março de 2006. Parte da aclamada série Tom Clancy's Splinter Cell, o jogo se concentra nas aventuras do agente especial Sam Fisher, explorando tanto missões inéditas quanto eventos do passado da franquia. É o quarto jogo da série que utiliza o Unreal Engine 2.

## Desenvolvimento
O desenvolvimento de Tom Clancy's Splinter Cell Essentials foi conduzido pela Ubisoft Montreal, em colaboração com outros estúdios da Ubisoft, com o objetivo de adaptar a experiência furtiva da série Splinter Cell para o console portátil PlayStation Portable (PSP). Lançado em 2006, o jogo foi projetado para aproveitar o sucesso da franquia em consoles de mesa, oferecendo uma nova abordagem focada no público móvel.
Durante o processo de desenvolvimento, a equipe enfrentou desafios técnicos relacionados à adaptação das mecânicas complexas de Splinter Cell para o PSP, um dispositivo com recursos mais limitados em termos de hardware e controles. Elementos característicos da série, como a iluminação dinâmica e os sistemas de furtividade, precisaram ser ajustados para o desempenho do portátil. Além disso, a interface e os esquemas de controle foram redesenhados para se adequarem ao formato de apenas um analógico, característico do PSP.
A narrativa foi concebida para explorar mais profundamente o passado de Sam Fisher, permitindo que os jogadores experimentassem eventos marcantes em sua carreira através de flashbacks. Para isso, o jogo reutilizou mapas e missões de títulos anteriores, como Splinter Cell e Chaos Theory, mas também introduziu conteúdo inédito.
Embora a ideia de trazer a série para o PSP fosse promissora, o produto final recebeu críticas por problemas de desempenho, controles pouco responsivos e gráficos inferiores às expectativas, devido às limitações do hardware. Apesar disso, o jogo foi elogiado pela tentativa de oferecer uma experiência semelhante à dos consoles maiores e por expandir a narrativa da franquia.

## Trama
A trama do jogo gira em torno do agente especial Sam Fisher e oferece uma visão mais profunda de sua vida e carreira, explorando eventos tanto do presente quanto do passado. O jogo começa com Sam Fisher sendo detido sob acusação de traição logo após os eventos de Tom Clancy’s Splinter Cell: Double Agent. Durante o interrogatório, ele relembra momentos marcantes de sua carreira, levando o jogador a vivenciar missões que ajudam a construir sua história.
Esses flashbacks permitem que os jogadores explorem aspectos importantes do passado de Fisher, como suas primeiras missões na Third Echelon e situações pessoais, incluindo a morte de sua filha, Sarah. A narrativa busca conectar lacunas na cronologia da série, fornecendo mais contexto sobre as motivações e o desenvolvimento do personagem.
Ao longo do jogo, Sam realiza operações em locais variados e perigosos, enfrentando terroristas, espionagem industrial e ameaças à segurança global. Cada missão revela mais sobre seu passado, construindo uma linha do tempo que conecta eventos dos jogos anteriores e dá profundidade emocional ao personagem.
No presente, enquanto Fisher tenta limpar seu nome e provar sua lealdade, a história culmina em um desfecho que liga diretamente os eventos de Essentials aos de Double Agent, mantendo a continuidade narrativa da série. A trama, portanto, funciona como uma ponte que amarra os elementos da franquia, ao mesmo tempo que oferece aos jogadores uma nova perspectiva sobre o icônico agente da Third Echelon.
No final, Sam Fisher consegue provar sua inocência em relação às acusações de traição que levaram à sua detenção. O desfecho revela que os eventos foram parte de uma conspiração maior envolvendo figuras de alto escalão, e a narrativa conecta os acontecimentos diretamente aos eventos de Splinter Cell: Double Agent. Fisher, após relembrar momentos cruciais de sua carreira durante o interrogatório, reafirma seu papel como agente dedicado, embora marcado por perdas e dilemas morais. O jogo encerra deixando Fisher em uma posição vulnerável, mas resiliente, preparando o terreno para os próximos capítulos de sua história.

## Recepção
Tom Clancy's Splinter Cell Essentials recebeu críticas mistas a negativas após seu lançamento, sendo frequentemente considerado uma tentativa ambiciosa, mas falha, de adaptar a experiência da franquia para o PlayStation Portable (PSP). Embora a narrativa e a exploração do passado de Sam Fisher tenham sido elogiadas por fãs da série, a execução técnica e a jogabilidade enfrentaram duras avaliações.

### Pontos positivos:
- Narrativa: Muitos críticos apreciaram o aprofundamento na história de Sam Fisher, com flashbacks que fornecem mais contexto sobre seu passado e conectam os eventos da série.
- Atmosfera: Apesar das limitações do PSP, o jogo conseguiu manter o tom sombrio e tenso característico de Splinter Cell.
- Apelo aos fãs: A inclusão de missões clássicas e novas ajudou a atrair jogadores que já estavam familiarizados com a franquia.

### Pontos negativos:
- Controles: Uma das críticas mais frequentes foi direcionada ao esquema de controle, que não conseguiu traduzir a complexidade da jogabilidade para o PSP, especialmente pela falta de um segundo analógico.
- Gráficos: Embora o PSP tenha capacidade para gráficos impressionantes, os visuais de Essentials foram considerados abaixo do padrão esperado, com texturas de baixa qualidade e problemas de iluminação.
- Desempenho: Jogadores relataram problemas de desempenho, como quedas na taxa de quadros e tempos de carregamento prolongados.
- Reutilização de conteúdo: O reaproveitamento de missões de jogos anteriores foi visto como preguiçoso por alguns críticos, reduzindo a sensação de novidade.